# 2010년 전미 비평가 협회상
제45회 전미 비평가 협회상은 2010년 최고의 영화를 기리기 위해 2011년 1월에 열린 시상식이다.

## 수상 및 후보

### 작품상
- 소셜 네트워크 - 스콧 루딘 외 3명 수상

### 감독상
- 소셜 네트워크 - 데이빗 핀처 수상

### 여우주연상
- 어나더 이어 - 레슬리 맨빌 수상

### 남우주연상
- 소셜 네트워크 - 제시 아이젠버그 수상

### 각본상
- 소셜 네트워크 - 아론 소킨 수상